# Kurubarahalli Byala, Turuvekere
Kurubarahalli Byala là một làng thuộc tehsil Turuvekere, huyện Tumkur, bang Karnataka, Ấn Độ.